# Protometer evae
Protometer evae là một loài ruồi trong họ Asilidae. Protometer evae được Artigas & Papavero miêu tả năm 1997. Loài này phân bố ở vùng Tân nhiệt đới.